# Campeonato do Mundo B de Hóquei em Patins de 2000
O Campeonato do Mundo B de Hóquei Patins de 2000 Foi a 9ª edição do Campeonato do Mundo B de Hóquei em Patins, que se realiza a cada dois anos. É uma competição organizada pela FIRS (Federação Internacional de Desportos sobre patins) que apura os 3 primeiros classificados para o Campeonato do Mundo de Hóquei em Patins de 2001.
A competição decorreu em Chatham,Inglaterra entre os dias 11 de Dezembro e 16 de Dezembro.

## Inscritos
Estão representados os cinco continentes na 9ª edição do Campeonato do Mundo B de Hóquei em Patins.
| Continente | Pais       | Continente | Pais          | Continente | Pais          | Continente | Pais          |
| ---------- | ---------- | ---------- | ------------- | ---------- | ------------- | ---------- | ------------- |
| Europa     | Inglaterra | Americano  | Canadá        | Asia       | Japão         | Asia       | Paquistão     |
| Europa     | Holanda    | Americano  | Uruguai       | Asia       | Macau         | Oceania    | Austrália     |
| Europa     | Bélgica    | Americano  | Colômbia      | Asia       | Coreia do Sul | Oceania    | Nova Zelândia |
| Europa     | Áustria    | Africa     | África do Sul | Asia       | Índia         |            |               |

## Fase de Grupos

### Grupo A
| Time          | J | V | E | D | GP | GC | SG | Pts |
| ------------- | - | - | - | - | -- | -- | -- | --- |
| Nova Zelândia | 2 | 1 | 1 | 0 | 5  | 4  | +1 | 4   |
| África do Sul | 2 | 1 | 0 | 1 | 9  | 7  | +2 | 3   |
| Macau         | 2 | 0 | 1 | 1 | 8  | 11 | −3 | 1   |

|               | NZL | AFS | MAC |
| ------------- | --- | --- | --- |
| Nova Zelândia | –   | 2–1 | 3–3 |
| África do Sul |     | –   | 8–5 |
| Macau         |     |     | –   |

### Grupo B
| Time       | J | V | E | D | GP | GC | SG  | Pts |
| ---------- | - | - | - | - | -- | -- | --- | --- |
| Inglaterra | 3 | 3 | 0 | 0 | 51 | 2  | +49 | 9   |
| Uruguai    | 3 | 2 | 0 | 1 | 46 | 12 | +34 | 6   |
| Índia      | 3 | 1 | 0 | 2 | 17 | 31 | −14 | 3   |
| Paquistão  | 3 | 0 | 0 | 3 | 5  | 74 | −69 | 0   |

|            | ENG | URU | IND  | PAK  |
| ---------- | --- | --- | ---- | ---- |
| Inglaterra | –   | 7–0 | 15–1 | 29–1 |
| Uruguai    |     | –   | 12–2 | 31–3 |
| Índia      |     |     | –    | 14–1 |
| Paquistão  |     |     |      | –    |

### Grupo C
| Time          | J | V | E | D | GP | GC | SG  | Pts |
| ------------- | - | - | - | - | -- | -- | --- | --- |
| Bélgica       | 3 | 3 | 0 | 0 | 27 | 9  | +18 | 9   |
| Canadá        | 3 | 2 | 0 | 1 | 15 | 10 | +5  | 6   |
| Áustria       | 3 | 1 | 0 | 2 | 15 | 12 | +3  | 3   |
| Coreia do Sul | 3 | 0 | 0 | 3 | 6  | 32 | −26 | 0   |

|               | BEL | CAN | AUT | KOR  |
| ------------- | --- | --- | --- | ---- |
| Bélgica       | –   | 7–3 | 5–3 | 15–3 |
| Canadá        |     | –   | 4–3 | 8–0  |
| Áustria       |     |     | –   | 9–3  |
| Coreia do Sul |     |     |     | –    |

### Grupo D
| Time      | J | V | E | D | GP | GC | SG  | Pts |
| --------- | - | - | - | - | -- | -- | --- | --- |
| Colômbia  | 3 | 2 | 1 | 0 | 14 | 5  | +9  | 7   |
| Holanda   | 3 | 2 | 1 | 0 | 10 | 3  | +7  | 7   |
| Japão     | 3 | 1 | 0 | 2 | 11 | 15 | −4  | 3   |
| Austrália | 3 | 0 | 0 | 3 | 9  | 21 | −12 | 0   |

|           | COL | HOL | JPN | AUS |
| --------- | --- | --- | --- | --- |
| Colômbia  | –   | 2–2 | 5–1 | 7–2 |
| Holanda   |     | –   | 3–1 | 5–0 |
| Japão     |     |     | –   | 9–7 |
| Austrália |     |     |     | –   |

## Fase Final

### Apuramento Campeão
|  | Quartas de final | Quartas de final |            |        | Semifinais     | Semifinais     |  |  | Final | Final |
|  |                  |                  |            |        |                |                |  |  |       |       |
|  |                  |                  |            |        |                |                |  |  |       |       |
|  |                  |                  |            |        |                |                |  |  |       |       |
|  | Uruguai          | 4                |            |        |                |                |  |  |       |       |
|  | Uruguai          | 4                |            |        |                |                |  |  |       |       |
|  | Nova Zelândia    | 1                |            |        |                |                |  |  |       |       |
|  | Nova Zelândia    | 1                | Uruguai    | 0      |                |                |  |  |       |       |
|  |                  |                  | Uruguai    | 0      |                |                |  |  |       |       |
|  |                  | Inglaterra       | 8          |        |                |                |  |  |       |       |
|  | Inglaterra       | Inglaterra       | 8          | 7      |                |                |  |  |       |       |
|  | Inglaterra       |                  |            | 7      |                |                |  |  |       |       |
|  | África do Sul    | 0                |            |        |                |                |  |  |       |       |
|  | África do Sul    | 0                | Inglaterra | 2      |                |                |  |  |       |       |
|  |                  |                  | Inglaterra | 2      |                |                |  |  |       |       |
|  |                  | Holanda          | 0          |        |                |                |  |  |       |       |
|  | Holanda          | Holanda          | 0          | 4      |                |                |  |  |       |       |
|  | Holanda          |                  |            | 4      |                |                |  |  |       |       |
|  | Bélgica          | 2                |            |        |                |                |  |  |       |       |
|  | Bélgica          | 2                | Holanda    | 3      | Terceiro lugar | Terceiro lugar |  |  |       |       |
|  |                  |                  | Holanda    | 3      | Terceiro lugar | Terceiro lugar |  |  |       |       |
|  |                  | Canadá           | 1          |        |                |                |  |  |       |       |
|  | Canadá           | Canadá           | 1          | 4      | Uruguai        | 3              |  |  |       |       |
|  | Canadá           |                  |            | 4      | Uruguai        | 3              |  |  |       |       |
|  | Colômbia         | 3                |            | Canadá | 8              |                |  |  |       |       |
|  | Colômbia         | 3                |            |        | 8              |                |  |  |       |       |
|  |                  |                  |            |        |                |                |  |  |       |       |
|  |                  |                  |            |        |                |                |  |  |       |       |

| CAMPEÃO DO MUNDO DE HÓQUEI EM PATINS B 2000 |
| ------------------------------------------- |
| INGLATERRA PRIMEIRO TITULO                  |

### 5º/8º
|  | Semifinais    | Semifinais |   |               | 5º/6º         | 5º/6º |  |
|  |               |            |   |               |               |       |  |
|  |               |            |   |               |               |       |  |
|  | Nova Zelândia | 1          |   |               |               |       |  |
|  | África do Sul | 3          |   |               |               |       |  |
|  |               |            |   |               |               |       |  |
|  |               |            |   |               |               |       |  |
|  |               |            |   |               | África do Sul | 0     |  |
|  |               | Colômbia   | 6 |               |               |       |  |
|  |               |            |   |               |               |       |  |
|  |               |            |   |               |               |       |  |
|  |               |            |   |               | 7º/8º         |       |  |
|  |               |            |   |               |               |       |  |
|  | Bélgica       | 1          |   | Nova Zelândia | 4             |       |  |
|  | Colômbia      | 2          |   |               | Bélgica       | 6     |  |

### 9º/12º
| Time    | J | V | E | D | GP | GC | SG  | Pts |
| ------- | - | - | - | - | -- | -- | --- | --- |
| Áustria | 3 | 2 | 1 | 0 | 51 | 2  | +49 | 7   |
| Japão   | 3 | 2 | 1 | 0 | 46 | 12 | +34 | 7   |
| Macau   | 3 | 1 | 0 | 2 | 17 | 31 | −14 | 3   |
| Índia   | 3 | 0 | 0 | 3 | 5  | 74 | −69 | 0   |

|         | AUT | JPN | MAC | IND  |
| ------- | --- | --- | --- | ---- |
| Áustria | –   | 3–3 | 9–4 | 17–3 |
| Japão   |     | –   | 3–2 | 17–3 |
| Macau   |     |     | –   | 16–8 |
| Índia   |     |     |     | –    |

### 13º/15º
| Time          | J | V | E | D | GP | GC | SG  | Pts |
| ------------- | - | - | - | - | -- | -- | --- | --- |
| Austrália     | 2 | 2 | 0 | 0 | 36 | 0  | +36 | 6   |
| Coreia do Sul | 2 | 1 | 0 | 1 | 9  | 12 | −3  | 3   |
| Paquistão     | 2 | 0 | 0 | 2 | 1  | 34 | −33 | 0   |

|               | AUS | KOR  | PAK  |
| ------------- | --- | ---- | ---- |
| Austrália     | –   | 11–0 | 25–0 |
| Coreia do Sul |     | –    | 9–1  |
| Paquistão     |     |      | –    |